# Aeropuerto de Tiumén-Plejánovo
El Aeropuerto de Tiumén-Plejánovo (en ruso: Аэропорт Тюмень-Плеханово; ICAO: USTL), es un pequeño aeropuerto que se encuentra 4 km al oeste de Tiumén, en la población de Plejánovka, en el óblast de Tiumén, Rusia.
El espacio aéreo está controlado desde el FIR de Tiumén-Róshino (ICAO: USTR).

## Pista
El aeropuerto de Plejánovo dispone de una pista de asfalto en dirección 02/20 de 1.100x45 m. (3.609x148 pies).
Es adecuado para ser utilizado por los siguientes tipos de aeronaves : Antonov An-2, Mil Mi-2, Mil Mi-6, Mil Mi-8, Mil Mi-10, Mil Mi-26.